# Rosseliana baeticaensis
Rosseliana baeticaensis är en mossdjursart som beskrevs av Alvarez 1992. Rosseliana baeticaensis ingår i släktet Rosseliana och familjen Antroporidae. Inga underarter finns listade i Catalogue of Life.